# Daarlerveen
Daarlerveen (Nedersaksisch: Doarseveld) is een dorp in Noordwest-Twente, provincie Overijssel (Nederland). Het maakt deel uit van de gemeente Hellendoorn. Het ligt aan het Overijssels Kanaal (Almelo - De Haandrik), net ten zuiden van Vroomshoop. Daarlerveen telt ongeveer 1.215 inwoners.  
In de Tweede Wereldoorlog werd het geld van de Bankroof Almelo 1944 op een boerderij in Daarlerveen verstopt in een hooischuur. 
Daarlerveen heeft een station aan de spoorlijn Almelo - Mariënberg. Daarnaast is er een bibliotheek, een basisschool, gymnastiekvereniging DAMAS, voetbalvereniging VV Daarlerveen en twee kerken: De Kruiskerk en De Schoof.